# ヨナオケイシ
ヨナオ ケイシ（与猶 啓至（よなお けいじ）、1969年7月20日 - ）は、主にコンピュータゲームの音楽を手がける日本の作曲家。福岡県出身。代表作に『あすか120%』シリーズなど。

## 来歴
デビュー作は1989年に発売されたMSX用ゲーム『ハイディフォス』。その後は主にフィルインカフェが開発を手がけたX68000やPCエンジン用のゲームに楽曲を提供し、知名度を高めた。FM音源が主流だった時代に、いち早くMIDI音源対応の楽曲を提供していた。
1990年代は『あすか120%』など家庭用ゲーム機向けの作品を手掛けていたが、その後PC向けの美少女ゲームに活動の場を移す。2009年12月には、light（株式会社Greenwood）より発売された『Dies irae 〜Acta est Fabula〜』で萌えゲーアワード2010BGM部門金賞を受賞した。一方、ゲーム音楽の制作とは別に、オリジナルの同人アルバム『サイバーフォニック』シリーズをリリースしている。1作目の1994年時点では、ゲーム音楽作曲家が個人名義で同人アルバムを出すのは非常に珍しかった。また、REIKAとのユニット「MOTLEY」でも数々のオリジナル作品を発表している。2008年にはせんたろ、梅本竜らと共に「Spin→Out」を結成している。
美少女ゲームへの移行から10年以上経過したころ、ヨナオは音楽ソフト『KORG DS-10』を用いたアマチュア活動としてイベントを行ったり動画サイトに動画をアップロードしたりしていたが、その動画を観ていたグレフの社長の丸山博幸から連絡を受け、これがきっかけでアーケードゲーム『星霜鋼機ストラニア』（2011年発売）の曲を手掛けることになる。

## 作風
ヨナオは自身の作曲姿勢について「世の中に求められたり、好まれたりするような音を積極的に作っていくよりも、むしろ何かを探したり発見したりしながら作った音を、みなさんに届けていくのが好きなタイプ」と分析している。実際、ヨナオの姿勢は周囲に影響を与えているようで、作曲者仲間からは「新しいサウンドのヒントになる人」と言われているという。一方、当初は音楽をパズルとして捉えたりイレギュラーな要素を入れて独自性を出そうとしたりという研究者的な姿勢で作曲を行っていたが、その後心境の変化があり、感覚的に曲を作ることが多くなったと語っている。
ヨナオの楽曲は、デジタルシンセサイザーらしい音を積極的に使っていながら、いかにもテクノサウンドという感じではなく、コードやメロディの表現が幅広いという独特のスタイルが現れている。ヨナオは、バッハ、フュージョン、ハウスなど異なるジャンルであっても一つにできるはずと考えて楽曲を作り親和性の有無を判断してきたという経緯があり、よりシンプルにしていく中でスタイルが確立された。また、曲のベースラインが強調されていることもヨナオの特徴の一つだが、これは、アース・ウィンド・アンド・ファイアーの楽曲におけるベースの心地よさ、そしてゲーム音楽のX68000版『ボスコニアン』や『ギャラクシーフォース』におけるチョッパーベース中心の音作りに影響を受けている。

## 作品

### コンピュータゲーム
- あすか120%
  - あすか120%スペシャル
  - あすか120%リミテッド
  - あすか120%ファイナル
  - あすか120%リターン
  - あすか120%マキシマ
- 火焔聖母
- この世の果てで恋を唄う少女YU-NO
- 下級生2
- Dies irae -Also sprach Zarathustra-
  - Dies irae Also sprach Zarathustra -die Wiederkunft-
  - Dies irae ~Acta est　Fabula~
  - Dies irae ~Amantes amentes~
  - Dies irae ~Interview with Kaziklu Bey~
- Vermilion
- 神咒神威神楽
- ブルーブラスター
- リフレインブルー
- ワーズ・ワース
- テラ ファンタスティカ
- ルイン 〜神の遺産〜
- メタルサイト
- 格闘覇王伝説アルガノス
- After...
- White Angel
- BLUELIGHT MAGIC
- PARADISE LOST
- ニューラルギア
- マッドストーカー
- スタートレーダー68
- PIT A PIT
- 雀豪
- 麻雀幻想曲
- ハイディフォス
- LENAM
- 星霜鋼機ストラニア
- インスタントブレイン
- 封印
- Zero Infinity -Devil of Maxwell-
- 相州戦神館學園 八命陣
  - 相州戦神館學園 万仙陣
- IZUMO4
- 8BIT MUSIC POWER
- アリス・ギア・アイギス(高難易度ミッション『Op.コルチカム』BGM)
- Fit Boxing 2 -リズム&エクササイズ-（1曲提供）
- NINJA KAMUI: 忍・零號
- 8BIT MUSIC POWER ENCORE
- ソニックウィングス リユニオン

### テレビアニメ
- Dies irae
- この世の果てで恋を唄う少女YU-NO（高見龍と共同）[3]